# Darren Till
Darren Till (ur. 24 grudnia 1992 w Liverpoolu) – angielski zawodnik mieszanych sztuk walki (MMA), bokser i były zawodnik boksu tajskiego. Były pretendent do pasa mistrzowskiego federacji UFC w wadze półśredniej.

## Życiorys
Urodził się i wychował w Liverpoolu, w Anglii. Gdy był dzieckiem często wdawał się w bójki. W wieku 12 lat zaczął trenować boks tajski. Po porzuceniu szkoły w wieku 14 lat, postanowił skupić się na tym sporcie. Rok później przeszedł na zawodowstwo i rozpoczął treningi MMA w klubie Kaobon, w wieku 17 lat. W latach nastoletnich mieszkał w różnych miejscach, takich jak siłownia i domy krewnych, po incydencie z matką, za który został wyrzucony z domu. W sierpniu 2012 został dwukrotnie dźgnięty nożem w plecy po konfrontacji z dużą grupą mężczyzn na imprezie. Nóż ominął jego główną tętnicę o milimetr i lekarze powiedzieli, że miał szczęście, że żyje. Po tym incydencie, jego trener Colin Heron doradził Tillowi, aby przeniósł się do Brazylii i trenował z byłym trenerem klubu Kaobon, aby uniknąć kłopotów w rodzinnym mieście.
Pomimo tego, że nie mówił po portugalsku i posiadał małą wiedzę na temat grapplingu, dołączył do klubu Astra Fight w mieście Balneário Camboriú. Choć planował spędzić w Ameryce Południowej sześć miesięcy, został tam trzy i pół roku, a w Brazylii jego dziewczyna urodziła córkę. Pod koniec 2016 roku powrócił do Anglii, by ponownie trenować z Heronem w klubie Kaobon. Jego córka i ówczesna dziewczyna pozostały w Brazylii, a w 2018 roku Till ujawnił, że nie widział swojej córki od ponad roku.

## Kariera MMA

### Wczesna kariera
Większość swojej wczesnej kariery MMA spędził w Brazylii trenując w klubie Astra Fight Team. Jako amator w Anglii osiągnął wynik 3-0, zanim przeniósł się do Ameryki Południowej. W lutym 2013 roku przeszedł na zawodostwo. Przed przystąpieniem do UFC stoczył 11 walk w Brazylii i jedną w Argentynie, z których tylko dwie zakończył decyzją. W 2013 roku walczył osiem razy w wadze średniej, zanim pod koniec 2014 roku zawalczył w wadze półśredniej.

### UFC
W swoim debiucie dla największej amerykańskiej organizacji zmierzył się z Brazylijczykiem Wendellem de Oliveirą Marquesem na gali UFC Fight Night 67 w dniu 30 maja 2015 roku. Till znokautował Oliveirę łokciami w drugiej rundzie, zapewniając sobie pierwsze zwycięstwo w UFC.
W drugiej walce dla UFC zmierzył się z Nicolasem Dalbym 24 października 2015 roku na gali UFC Fight Night 76. Po zaciętej i wyrównanej walce, sędziowie orzekli większościowy remis. Obaj zawodnicy zostali nagrodzeni bonusem za walkę wieczoru.
Po tym, jak kontuzja barku i różne problemy osobiste wykluczyły go z rywalizacji na długi czas, 28 maja 2017 roku powrócił, aby zmierzyć się z Jessinem Ayari na gali UFC Fight Night 109 w Sztokholmie. Till nie zmieścił się w wymaganym limicie wagi półśredniej, wobec czego musiał oddać 20 procent swojej gaży przeciwnikowi. Anglik wyjaśnił, że brak wagi wynikał z powodu jego długiej przerwy w startach. Pomimo tych komplikacji zwyciężył na kartach punktowych, wygrywając jednogłośną decyzją (30-27, 30-27, i 29-27).
1 sierpnia 2017 roku podpisał nowy kontrakt na 5 walk z UFC.
2 września 2017 roku na gali UFC Fight Night 115 stoczył walkę z Bojanem Veličkovićem. Przedłużył swoją passę zwycięstw, wygrywając przez jednogłośną decyzję.
21 października 2017 roku podczas gali UFC Fight Night 118, która odbyła się w gdańsko-sopockiej Ergo Arenie doszło do jego walki z Donaldem Cerrone. Walkę wygrał przez TKO w pierwszej rundzie. To dominujące zwycięstwo przyniosło mu nagrodę bonusową za występ wieczoru.
Później zmierzył się z byłym pretendentem do pasa kategorii półśredniej Stephenem Thompsonem na gali UFC Fight Night 130. Na ważeniu przed wydarzeniem Till ważył powyżej limitu wagi półśredniej. Po negocjacjach z trenerami rywala, walka odbyła się w umownym limicie wagowym. Till zwyciężył jednogłośną decyzją sędziowską (2 x 49-46 i 48-47). Werdykt tej walki okazał się kontrowersyjny, ponieważ 22 z 25 przedstawicieli międzynarodowych mediów punktowało walkę na korzyść Thompsona.
Następnie przystąpił do walki o pas mistrzowski wagi półśredniej, mierząc się z Tyronem Woodleyem 8 września 2018 roku na UFC 228. Po raz pierwszy w karierze przegrał walkę przez duszenie w drugiej rundzie. 
Pomimo rozmów o potencjalnym przejściu do wyższej kategorii, Till pozostał w wadze półśredniej i 16 marca 2019 roku na UFC Fight Night 147 w Londynie zmierzył się z Jorge Masvidalem. W drugiej rundzie został brutalnie znokautowany przez bardziej doświadczonego Amerykanina. Pojedynek nagrodzono bonusem za walkę wieczoru.
26 sierpnia oficjalnie ogłoszono, że powróci do dywizji średniej, mierząc się z Kelvinem Gastelumem na wydarzeniu UFC 244, które odbyło się 2 listopada.  Sędziowie punktowi wskazali niejednogłośnie (30:27, 29:28, 27:30) zwycięstwo Tilla.

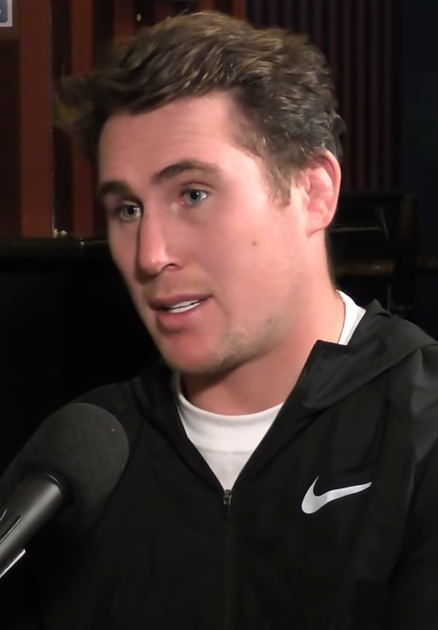
Till w 2020

26 lipca 2020 roku w walce wieczoru (Main Evencie) gali UFC on ESPN: Whittaker vs. Till w Abu Zabi zmierzył się z Robertem Whittakerem. Po pięciu rundach walkę przegrał przez jednogłośną decyzję, choć wielu podziwiało jego występ i postawę przeciwko byłemu mistrzowi.
Oczekiwano, że 5 grudnia 2020 roku na UFC on ESPN 19 zmierzy się z Jackiem Hermanssonem, jednak miesiąc wcześniej ogłoszono, że został zmuszony do wycofania się z walki z powodu kontuzji. Ponownie oczekiwano, że 10 kwietnia 2021 roku na UFC on ABC 2 zawalczy z Marvinem Vettorim. Tym razem na tydzień przed walką Till został zmuszony do wycofania się z pojedynku, z powodu złamanego obojczyka.
4 września 2021 roku na gali UFC Fight Night: Brunson vs. Till skrzyżował rękawice z Derekiem Brunsonem. Przegrał walkę przez poddanie duszeniem zza pleców w trzeciej rundzie.
Po ponad rocznej przerwie od startów i licznych kontuzjach, przez które musiał wycofywać się z pojedynków powrócił do oktagonu 10 grudnia 2022, gdzie na gali UFC 282 zmierzył się z byłym mistrzem EFC i KSW w wadze średniej, Dricusem du Plessisem. Ponownie przegrał przez poddanie w trzeciej rundzie. Pojedynek nagrodzono bonusem za najlepszą walkę wieczoru.
1 marca 2023 roku na profilu "UFC Roster Watch" poinformowano, że został usunięty za bazy zawodników Ultimate Fighting Championship.

## Kariera bokserska
20 lipca 2024 roku miał zadebiutować w boksie zawodowym, walcząc z byłym meksykańskim mistrzem WBC w wadze średniej Julio Césarem Chávezem Jr., jednak z powodu problemów zdrowotnych Mike'a Tysona, niedoszłego bohatera walki wieczoru tego wydarzenia gala została przełożona, a walka Tilla odwołana.
1 lipca ogłoszono, że wystąpi w bokserskiej walce pokazowej, mierząc się z palestyńskim zawodnikiem MMA Mohammadem Mutie na gali Social Knockout 3 w Dubaju. Zwyciężył przez techniczny nokaut. Po ogłoszeniu werdyktu wybuchła awantura pomiędzy zawodnikami.
17 listopada ogłoszono, że zadebiutuje w boksie zawodowym, walcząc z Tommym Furym 18 stycznia następnego roku na gali MF & DAZN: X Series 20 w Manchesterze. 6 grudnia Fury ogłosił, że wycofał się z walki, ponieważ Till na konferencji prasowej zasugerował, że w razie przegranej sięgnie po „taktykę MMA”, co oznaczało by sfaulowanie rywala. 29 grudnia nowym przeciwnikiem Anglika został inny zawodnik MMA Anthony Taylor. Till zwyciężył przez techniczny nokaut w szóstej rundzie.
13 lutego 2025 roku podano do wiadomości, że powróci na ring 29 marca w ramach gali Misfits 21 – Unfinished Business. 15 lutego ogłoszono, że jego przeciwnikiem będzie Darren Stewart. Tydzień przed planowanym terminem gala została przełożona z powodu choroby głównego zawodnika tego wydarzenia. Walkę przełożono na przypadającą 16 maja galę Misfits 21 – Blinders & Brawls. Till zwyciężył jednogłośną decyzją sędziów.

## Osiągnięcia i nagrody

### Mieszane sztuki walki
- Ultimate Fighting Championship
  - Bonus za występ wieczoru (raz) vs. Donald Cerrone (2017)[25]
  - Bonus za walkę wieczoru (trzy razy) vs. Nicolas Dalby (2015)[16], Jorge Masvidal (2019)[36], Dricus du Plessis (2022)[49]
- Pundit Arena
  - 2017: Przełomowy zawodnik roku[64]
- MMADNA.nl
  - 2017: Wschodząca Gwiazda Roku[65]

### Boks tajski
- Młodzieżowy mistrz ISKA, Mistrz Europy formuły K1[66]

## Życie prywatne i kontrowersje
Ma trzy córki.  Jest fanem klubu Liverpoolu F.C.
W dniu 21 kwietnia 2019 ujawniono, że trzy dni wcześniej został aresztowany na Teneryfie przez zdemolowanie pokoju hotelowego po tym, jak poproszono go o jego opuszczenie, a także za kradzież taksówki, podczas gdy kierowca ładował bagaż Tilla do bagażnika. On i cztery inne zaangażowane osoby zostały skazane za przestępstwo uszkodzenia i nieuprawnionego użycia pojazdu oraz ukarane grzywną.
31 lipca 2022 został ukarany przez szwedzką policję za prowadzenie pojazdu pod wpływem alkoholu, z zawartością alkoholu we krwi przekraczającą trzykrotnie dopuszczalny limit. 
7 czerwca 2023 stawił się w sądzie, w Liverpoolu, gdzie nie przyznał się do winy w związku z zarzutami prowadzenia pojazdu pomimo zakazu, jazdy bez ubezpieczenia i utrudniania policjantowi wykonywania obowiązków służbowych. Po rozprawie został zwolniony za kaucją i miał ponownie stawić się w sądzie 30 sierpnia. Podczas rozprawy w Sądzie Rejonowym w Liverpoolu, Till ostatecznie przyznał się do winy w odniesieniu do dwóch pierwszych przestępstw. Rozprawa została następnie odroczona.

## Lista zawodowych walk w MMA
| Wynik     | Bilans | Przeciwnik (bilans przed walką) | Rozstrzygnięcie                          | Runda | Czas | Rozgrywki                                | Data       | Miejsce               | Uwagi                                                           |
| --------- | ------ | ------------------------------- | ---------------------------------------- | ----- | ---- | ---------------------------------------- | ---------- | --------------------- | --------------------------------------------------------------- |
| Przegrana | 18-5-1 | Dricus du Plessis (17-2)        | Poddanie (duszenie zza pleców)           | 3     | 2:43 | UFC 282                                  | 10.12.2022 | Las Vegas             | Bonus za walkę wieczoru                                         |
| Przegrana | 18-4-1 | Derek Brunson (22-7)            | Poddanie (duszenie zza pleców)           | 3     | 2:13 | UFC Fight Night: Brunson vs. Till        | 04.09.2021 | Las Vegas             | Main Event                                                      |
| Przegrana | 18-3-1 | Robert Whittaker (20-5)         | Decyzja (jednogłośna)                    | 5     | 5:00 | UFC on ESPN: Whittaker vs. Till          | 26.07.2020 | Abu Zabi              | Main Event                                                      |
| Wygrana   | 18-2-1 | Kelvin Gastelum (16-4)          | Decyzja (niejednogłośna)                 | 3     | 5:00 | UFC 244                                  | 02.11.2019 | Nowy Jork             | Powrót do kategorii średniej. Co-Main Event                     |
| Przegrana | 17-2-1 | Jorge Masvidal (32-13)          | KO (ciosy pięściami)                     | 2     | 3:05 | UFC on ESPN+ 5: Till vs. Masvidal        | 16.03.2019 | Londyn                | Main Event, Bonus za walkę wieczoru                             |
| Przegrana | 17-1-1 | Tyron Woodley (18-3-1)          | Poddanie (duszenie d’Arce)               | 2     | 4:19 | UFC 228                                  | 08.09.2018 | Dallas                | Pojedynek o pas mistrzowski UFC w wadze półśredniej. Main Event |
| Wygrana   | 17-0-1 | Stephen Thompson (14-2-1)       | Decyzja (jednogłośna)                    | 5     | 5:00 | UFC Fight Night: Thompson vs. Till       | 27.05.2018 | Liverpool             | Walka w limicie do 78 kg. Main Event                            |
| Wygrana   | 16-0-1 | Donald Cerrone (32-9)           | KO (seria ciosów)                        | 1     | 4:20 | UFC Fight Night: Cerrone vs. Till        | 21.10.2017 | Gdańsk/Sopot          | Bonus za występ wieczoru. Main Event                            |
| Wygrana   | 15-0-1 | Bojan Veličković (15-4-1)       | Decyzja (jednogłośna)                    | 3     | 5:00 | UFC Fight Night: Struve vs. Volkov       | 02.09.2017 | Rotterdam             |                                                                 |
| Wygrana   | 14-0-1 | Jessin Ayari (16-3)             | Decyzja (jednogłośna)                    | 3     | 5:00 | UFC Fight Night: Gustafsson vs. Teixeira | 28.05.2017 | Sztokholm             | Walka w limicie do 80 kg                                        |
| Remis     | 13-0-1 | Nicolas Dalby (14-0)            | Remis (większościowy)                    | 3     | 5:00 | UFC Fight Night: Holohan vs. Smolka      | 24.10.2015 | Dublin                | Bonus za walkę wieczoru                                         |
| Wygrana   | 13-0   | Wendell de Oliveira (24-8)      | KO (ciosy łokciami)                      | 2     | 1:37 | UFC Fight Night: Condit vs. Alves        | 30.05.2015 | Goiânia               | Debiut w UFC                                                    |
| Wygrana   | 12-0   | Laerte Costa e Silva (11-5-1)   | TKO (ciosy pięściami)                    | 4     | 2:01 | MMA Sanda Combat                         | 09.05.2015 | Apucarana             |                                                                 |
| Wygrana   | 11-0   | Guillermo Martinez Ayme (6-1)   | Decyzja (jednogłośna)                    | 3     | 5:00 | Arena Tour MMA                           | 20.12.2014 | Buenos Aires          |                                                                 |
| Wygrana   | 10-0   | Sergio Matias (5-2)             | Poddanie (toe hold)                      | 2     | 3:05 | Aspera Fighting Championship 14          | 29.11.2014 | Lages                 | Debiut w wadze półśredniej                                      |
| Wygrana   | 9-0    | Deivid Caubiack (0-0)           | KO (cios pięścią)                        | 2     | 1:35 | Aspera Fighting Championship 11          | 30.08.2014 | Curitibanos           |                                                                 |
| Wygrana   | 8-0    | Cristiano Marquesotti (0-0)     | Poddanie (odwrócone duszenie trójkątne)  | 1     | 4:45 | Curitibanos AMG Fight Champion           | 09.11.2013 | Curitibanos           |                                                                 |
| Wygrana   | 7-0    | Edson Jairo da Silva (0-1)      | TKO (niezdolność do kontynuowania walki) | 3     | 4:00 | Predador Campos Fight 2                  | 05.10.2013 | Campos Novos Paulista |                                                                 |
| Wygrana   | 6-0    | Alexandre Pereira (0-0)         | KO (cios pięśćią)                        | 3     | 2:47 | Encontro dos Espartanos                  | 10.08.2013 | Blumenau              |                                                                 |
| Wygrana   | 5-0    | Pedro Keller de Souza (0-0)     | KO (cios pięścią)                        | 2     | 1:54 | Sparta MMA 7                             | 15.06.2013 | Balneário Camboriú    |                                                                 |
| Wygrana   | 4-0    | Paulo Batista (0-0)             | KO (cios pięścią)                        | 1     | 1:24 | Sparta MMA 6                             | 28.05.2013 | Itajaí                |                                                                 |
| Wygrana   | 3-0    | Junior Dietz (2-2)              | TKO (ciosy pięściami)                    | 1     | 2:18 | São João Super Fight: Forja de Campeões  | 04.05.2013 | São João Batista      |                                                                 |
| Wygrana   | 2-0    | Muriel Giassi (1-0)             | TKO (ciosy pięściami)                    | 2     | 2:50 | Tavares Combat 6                         | 06.04.2013 | Palhoça               |                                                                 |
| Wygrana   | 1-0    | Luciano Oliveira Ribeiro (3-5)  | Decyzja (jednogłośna)                    | 3     | 5:00 | Sparta MMA 3                             | 23.02.2013 | Balneário Camboriú    | Debiut w zawodowym MMA                                          |

## Lista walk w boksie

### Zawodowe
| Wynik   | Bilans | Przeciwnik (bilans przed walką) | Rozstrzygnięcie | Runda, czas | Data       | Miejsce    | Uwagi                     |
| ------- | ------ | ------------------------------- | --------------- | ----------- | ---------- | ---------- | ------------------------- |
| Wygrana | 2-0    | Darren Stewart (0-0)            | UD              | 8           | 16.05.2025 | Derby      |                           |
| Wygrana | 1-0    | Anthony Taylor (4-1)            | TKO             | 6 (8), 1:05 | 18.01.2025 | Manchester | Debiut w boksie zawodowym |

### Wystawowe
| Wynik   | Bilans | Przeciwnik (bilans przed walką) | Rozstrzygnięcie | Runda, czas | Data       | Miejsce | Uwagi |
| ------- | ------ | ------------------------------- | --------------- | ----------- | ---------- | ------- | ----- |
| Wygrana | 1-0    | Mohammad Mutie (0-0)            | TKO             | 2 (4), 0:57 | 06.07.2024 | Dubaj   |       |